# Cantonul Cambrai-Est
Cantonul Cambrai-Est este un canton din arondismentul Cambrai, departamentul Nord, regiunea Nord-Pas-de-Calais, Franța.

## Comune
- Awoingt
- Cagnoncles
- Cambrai (parțial, reședință)
- Cauroir
- Escaudœuvres
- Estrun (Stroom)
- Eswars
- Iwuy
- Naves
- Niergnies
- Ramillies
- Séranvillers-Forenville
- Thun-l'Évêque
- Thun-Saint-Martin